# 5 Star Rock'n'Roll Petrol
5 Star Rock'n'Roll Petrol es una canción de la banda británica The 101'ers lanzada en 1976. Es el segundo sencillo del álbum 1976 del grupo (el primero fue Keys To Your Heart). En Elgin Avenue Breakdown (Revisited) sale la canción bajo el nombre 5 Star R'N'R
La canción es considerada como Pub Rock y Proto Punk se clasificó con un 3,65 de 5. Fue compuesta por Strummer y Kelleher